# Мехташ, Джавид
Джавид Мехташ (азерб. Cavid Mehtaş; 1914, Тебриз, провинция Восточный Азербайджан — неизвестно)— политик, общественный деятель. Во время существования Демократической Азербайджанской Республики занимал должности министра сельского хозяйства и губернатора города Тебриз.
После распада Демократической Азербайджанской Республики Джавид Мехташ был арестован. Информация о его дальнейшей жизни отсутствует.

## Жизнь
Джавид Мехташ родился в 1914 году в Тебризе. В 1933 году поступил в Тегеранский университет. После окончания университета в 1938 году был назначен начальником Ветеринарного управления Первой провинции. Позже был назначен начальником Управления земледелия и животноводства Третьей провинции.
Сначала он вступил в партию Туде, а затем в Азербайджанскую демократическую партию. 20 ноября 1945 года в здании театра «Арк» в Тебризе начал свою работу Азербайджанский Народный Конгресс. 21 ноября из числа делегатов конгресса был создан Национальный комитет для обеспечения исполнения решений до завершения выборов и формирования правительства. Джавид Мехташ был одним из 39 человек, избранных в этот Национальный комитет.
12 декабря 1945 года было образовано Демократическое Республика Азербайджан. Джавид Мехташ был назначен министром сельского хозяйства в новом правительстве. 15 января 1946 года была создана комиссия из 15 человек для написания Конституции Национального Правительства Азербайджана, в состав которой вошёл и Джавид Мехташ. В период его министерства 27 февраля 1946 года Национальным Меджлисом был принят декрет о распределении государственных земель среди крестьян. Согласно этому постановлению, земли, реки и леса, перешедшие по наследству или захваченные в период правления Реза-шаха, были безвозмездно переданы бедным крестьянам. В результате реформы около 1 миллиона крестьян были обеспечены землей. Также было отменено множество налогов. В 1946 году в Тебризе открылся техникум, обучавший по направлениям земледелия, животноводства, пчеловодства, садоводства и шелководства. В первый год в техникум было принято 250 студентов.
13 июня 1946 года, в соответствии с соглашением, заключённым между Ираном и Демократическом Республики Азербайджана, Джавид Мехташ был назначен губернатором города Тебриз.
5 декабря 1946 года шахские войска, наступавшие на Мияне, были остановлены федаинами под руководством Гулама Яхьи. Жители различных регионов Азербайджана обращались к Национальному правительству с просьбой о вооружении и борьбе против шахских войск. После этого под руководством Мир Джафар Пишевари был создан Комитет обороны. Первой задачей комитета стало объявление военного положения в Тебризе и создание добровольческих отрядов «Бабек». В первый этап в эти отряды вступило 600 человек. После этого Пишевари вновь обратился к Советскому Союзу за военной поддержкой. Однако этот запрос остался без ответа.
11 декабря 1946 года Азербайджанский провинциальный совет принял решение о том, чтобы предотвратить кровопролитие, и указал Кызылбашской Народной Армии и федаев не оказывать сопротивления войскам шаха и покинуть поле боя. С того дня, банды феодалов, а также жандармы в гражданской одежде начали совершать массовые убийства в крупных городах, еще до того, как туда вошла иранская армия. Эти группы назывались Тегеранским радио «иранскими патриотами». Их основной целью было уничтожение демократов и обеспечение входа шахских войск в города. Тебриз и другие города Азербайджана подверглись грабежам и массовым убийствам. Азербайджанское Демократическая Республика пало. Тысячи людей были арестованы. В ходе массовых убийств были убиты члены АДФ, федаины, а также известные поэты Али Фитрат, Сади Юзбанди, Джафар Кашиф и Мухаммедбагир Никнам. 14 декабря 1946 года поддерживаемая США и Великобританией иранская армия вошла в Тебриз. После этого резня и грабежи продолжались. Через два дня спустя Джавид Мехташ был арестован войсками шаха. Информация о его дальнейшей жизни отсутствует.